# Estrellita Castro
Estrellita Castro, il cui vero nome era Estrella Castro Navarrete, (Siviglia, 26 giugno 1908 – Madrid, 10 giugno 1983), è stata una cantante, ballerina e attrice spagnola, che nell'immaginario collettivo incarnò la spagnola sivigliana.

## Biografia

### Primi anni e successo
Estrellita nasce nella calle de Mateos Gago a Siviglia nei primi del novecento. È una dei dodici figli di un pescatore della Galizia e di una donna di Malaga chiamata "La Sebastiana". Nonostante la povertà della famiglia fu avviata allo studio del flamenco nell'accademia che il maestro Realito aveva negli anni 1910 nell'Alameda de Hércules a Siviglia e fin da bambina, perché potesse collaborare con i suoi spettacoli di flamenco al mantenimento della famiglia, si esibiva nel canto e nel ballo tradizionali in occasione di cerimonie e feste.
Accompagnata dalla madre e per interessamento del torero Ignacio Sánchez Mejías a 12 anni vinse un festival benefico a Siviglia. Da quel momento venne considerata una promessa del flamenco. Si esibì davanti ai re di Spagna Alfonso XIII e Victoria Eugenia in diverse occasioni e il suo successo internazionale non tardò ad arrivare. Essendo una bambina però, le autorità spagnole proibirono che potesse esibirsi “legalmente” nei teatri e nei locali adibiti agli spettacoli di genere folkloristico.

### Stella del cinema

#### Rapporti con i regimi
Per quanto Estrellita si dichiarasse estranea alla politica non è chiaro il ruolo che questa artista ebbe con i regimi che attraversarono il periodo del suo successo. Ciò che si sa è che poté annoverare fra i suoi ammiratori anche alcuni fra i gerarchi nazifascisti del novecento europeo:

##### Hitler e Goebbels
La sua popolarità negli anni trenta fu tale, attraverso le pubblicazioni che su di lei erano edite attraverso i giornali di spettacolo tedeschi, che perfino Hitler e Goebbels, amanti del cinema e dell'attività cinematografica, vollero conoscerla. Per incontrarla si servirono del direttore artistico di lei, Benito Perojo con il quale Estrellita, appena abbandonata la Valencia repubblicana, aveva firmato un contratto cinematografico e girava un nuovo film a Berlino. Durante il suo soggiorno in questa città fu spesso ospite delle serate mondane organizzate dal Marchese de Magaz, allora ambasciatore di Spagna in Germania. In una di queste fu obbligata dal generale Moscardó a cantare una saeta.

##### Mussolini
Quando si trovava in Italia per girare il suo film I figli della notte, coproduzione italo - ispanica, fu avvicinata da uno dei produttori italiani, il marchese Giacomo Dusmet, il quale le propose, per interessamento dello stesso Benito Mussolini, un appuntamento con lui. Dopo l'incontro, nel quale Estrellita si esibì in alcuni suoi pezzi, ricevette in dono dal Duce una fascia d'oro con uno smeraldo ed un brillante.

### Morte
All'età di 71 anni, quasi cieca, in situazione economica precaria e con la sola compagnia della sua amica Marifé de Triana, morì a Madrid per arresto cardiaco pochi mesi dopo la morte del suo compagno Demetrio Corbi. Per sua volontà, accompagnata da una nutrita schiera di ammiratori, venne sepolta nel Cementerio de la Almudena con il suo caratteristico ricciolo sulla fronte, “el caracolillo”, che fin da quando era bambina l'aveva accompagnata nel successo, e tutti gli abiti dei suoi debutti.

## Discografia
Tra le sue interpretazioni canore si ricordino: 
- Mi jaca
- Suspiros de España
- Sentimiento
- En las cruces de mi reja
- Tientos del reloj
- Maria Salomè
- Pregón de la Gitana
- Soleá
- María de la O
- ¡Ay, Maricruz!
- Campanera
- La Lirio
- Zapatitos de Charol
- Salineras
- María del Carmen
- Caminito que va al río
- La rosa y el viento
- Cielo andaluz
- El garrotín del Belé

## Filmografia
Stella del cinema degli anni trenta la sua filmografia giunge fino agli anni settanta: 
- Mi patio andaluz (1933) [corto]
- Rosario la Cortijera (1935)
- Suspiros de España (1938)
- El barbero de Sevilla (1938)
- Mariquilla Terremoto (1938)
- Los hijos de la noche - I figli della notte(1939)
- La gitanilla (1940)
- Torbellino (1941)
- Los misterios de Tánger (1942)
- La maja del capote (1943)
- La patria chica  (1943)
- Gitana tenías que ser (1953)
- La Niña del patio (1967)
- La casa de los Martínez (1971)
- Casa Flora (1973)

## Curiosità
- La regina di Spagna Victoria Eugenia, moglie di Alfonso XIII, dopo averla sentita cantare bambina all'Alcazar di Siviglia ed essendone rimasta impressionata, le fece dono di un bracciale di brillanti. Le difficoltà economiche obbligarono però la sua famiglia ad impegnarlo per la cifra di 500 pesetas.[9].
- Il giornalista spagnolo Tico Medina, che per anni ha raccolto lunghe interviste di questa artista, dovrebbe pubblicarne una biografia.[10].